# 细裂前胡
细裂前胡（学名：Peucedanum macilentum）为伞形科前胡属的植物，是中国的特有植物。分布在中国大陆的云南等地，生长于海拔3,000米的地区，一般生长在山坡草地，目前尚未由人工引种栽培。